# Earn
De Earn is een rivier in Schotland die het Loch Earn verlaat te St Fillans en in de Tay stroomt bij Abernethy. De Earn is ongeveer 74 km lang en stroomt door Comrie, Crieff en Bridge of Earn. 
De Earn is nergens bevaarbaar.